# Herfstadonis
De herfstadonis (Adonis annua) is een eenjarige plant uit de ranonkelfamilie (Ranunculaceae) die te vinden is in Zuid-Europa.

## Naamgeving enetymologie
- Synoniemen: Adonis autumnalis L., Adonis phoenicea Bercht. & J.Presl.
- Frans: Adonis d'automne, Adonis annuelle, Adonis goutte-de-sang
- Duits: Herbst-Adonisröschen
- Engels: Pheasant's-eye, Adonis' Flower, Autumn Adonis, Autumn Pheasant's-eye, Blooddrops, Flos Adonis, Red Chamomile, Red Morocco, Rose-a-ruby, Soldiers-in-green

Adonis is vernoemd naar de Griekse god Adonis. De soortaanduiding annua verwijst naar het eenjarige karakter van deze soort.

## Kenmerken

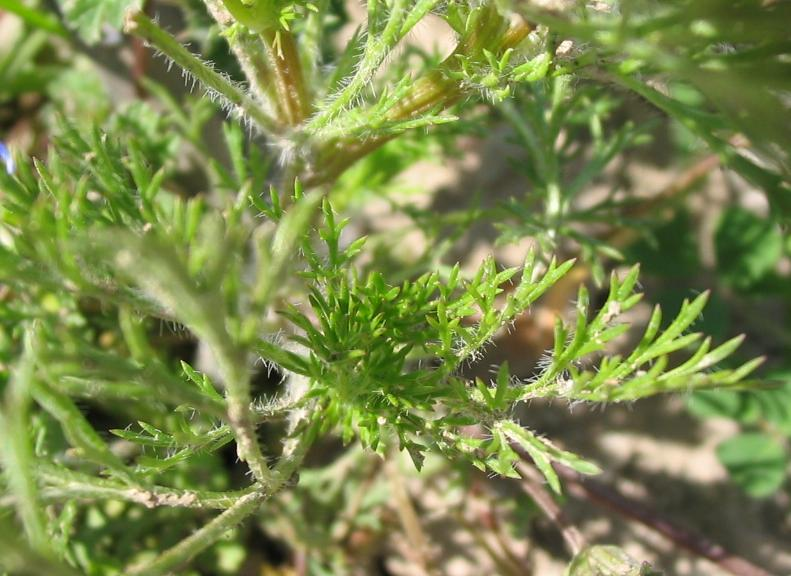
detail blad

De herfstadonis is een lage, eenjarige, kruidachtige plant met een tot 40 cm hoge, meestal vertakte, onbehaarde stengel, en verspreid staande, drievoudig geveerde stengelbladeren met zeer fijne bladslipjes, de onderste zittend.
De bloemen staan alleen aan de top van de bloemstengel, opgericht, zonder schutblaadjes, tot 2,5 cm in doormeter, radiaal symmetrisch, diep komvormig, met onbehaarde kelkblaadjes en meestal vijf tot acht bloedrode, aan de top afgeronde kroonbladen. De bloem bezit talrijke zwarte of paarse meeldraden. De vrucht is een cilindrisch hoofdje met tientallen spiraalsgewijs ingeplante, tot 5,5 mm lange kogelvormige dopvruchtjes met een groen snaveltje.
De plant bloeit van mei tot augustus.

## Habitaten verspreiding
De herfstadonis groeit voornamelijk op akkers en in ruigtes op kalkrijke bodem, tot op 1500 m hoogte.
Hij komt voor in Zuid-Europa en Zuidwest-Azië.

## Verwante en gelijkende soorten
De herfstadonis kan van andere Adonis-soorten onderscheiden worden door de bloedrode kleur van de bloemen.